# Корневые серверы DNS
Корневые серверы DNS — DNS-серверы, обеспечивающие работу корневой зоны DNS в сети Интернет. Корневые серверы DNS отвечают на запросы других DNS-серверов в ходе трансляции доменных имён в IP-адреса и позволяют получить список DNS-серверов для любого домена верхнего уровня (TLD): RU, COM, NET, MUSEUM и др.
Существует тринадцать корневых серверов DNS, их доменные имена имеют вид letter.root-servers.net, где letter — буква от a до m(см. информационные сайты http://letter.root-servers.org). Каждый корневой сервер DNS состоит из множества хостов-реплик, размещаемых в различных локациях сети Интернет и имеющих один IP-адрес. Маршрутизация запросов к репликам корневых серверов DNS осуществляется с применением технологии anycast. Таким образом достигается малое время отклика и стабильная работа системы.
Корневые серверы DNS управляются двенадцатью различными организациями, действующими на основании соглашений с корпорацией ICANN. В их число входят университеты, организации Министерства обороны США, некоммерческие ассоциации. Операторы корневых серверов DNS финансово и юридически независимы от ICANN и образуют неформальную группу, целью которой является координация совместных действий и обмен операционной информацией и опытом. Члены группы являются также членами Консультационного совета ICANN по управлению корневыми серверами (Root Server System Advisory Committee, RSSAC), в задачу которого входит выработка рекомендаций по управлению корневыми серверами DNS и внесению различных изменений в систему. Принято считать, что подобная независимость и разнородность операторов корневых серверов DNS является основой технической и политической стабильности системы в целом, исключая узурпацию управления какой-либо из сторон.
Официальная информация о действующих корневых серверах DNS публикуется на сайте Ассоциации операторов корневых серверов DNS http://root-servers.org.
| Имя хоста          | IP-адреса                         | Управляющая организация                 |
| ------------------ | --------------------------------- | --------------------------------------- |
| a.root-servers.net | 198.41.0.4, 2001:503:ba3e::2:30   | VeriSign, Inc.                          |
| b.root-servers.net | 199.9.14.201, 2001:500:200::b     | University of Southern California (ISI) |
| c.root-servers.net | 192.33.4.12, 2001:500:2::c        | Cogent Communications                   |
| d.root-servers.net | 199.7.91.13, 2001:500:2d::d       | University of Maryland                  |
| e.root-servers.net | 192.203.230.10, 2001:500:a8::e    | NASA (Ames Research Center)             |
| f.root-servers.net | 192.5.5.241, 2001:500:2f::f       | Internet Systems Consortium, Inc.       |
| g.root-servers.net | 192.112.36.4, 2001:500:12::d0d    | US Department of Defense (NIC)          |
| h.root-servers.net | 198.97.190.53, 2001:500:1::53     | US Army (Research Lab)                  |
| i.root-servers.net | 192.36.148.17, 2001:7fe::53       | Netnod                                  |
| j.root-servers.net | 192.58.128.30, 2001:503:c27::2:30 | VeriSign, Inc.                          |
| k.root-servers.net | 193.0.14.129, 2001:7fd::1         | RIPE NCC                                |
| l.root-servers.net | 199.7.83.42, 2001:500:9f::42      | ICANN                                   |
| m.root-servers.net | 202.12.27.33, 2001:dc3::35        | WIDE Project                            |

На 24.11.2023 в России размещены следующие реплики корневых серверов DNS:
- Москва: e.root, f.root (2 шт.), j.root, k.root, l.root (3 шт.);
- Санкт-Петербург: f.root, j.root, k.root, l.root;
- Тверь: f.root;
- Ростов-на-Дону: l.root;
- Екатеринбург: f.root;
- Новосибирск: k.root;
- Красноярск: f.root;
- Хабаровск: f.root.

Функционирование корневых серверов DNS критично для функционирования сети Интернет в целом, поскольку они обеспечивают первый шаг в трансляции доменных имён в IP-адреса.
Опровержение распространённых заблуждений:
- за исключением незначительной доли DNS-запросов, интернет-трафик не проходит через корневые серверы;
- не каждый DNS-запрос обрабатывается корневым сервером;
- корневые серверы обслуживаются не добровольцами в качестве хобби, а профессионалами, и хорошо финансируются;
- ни одна организация (коммерческая или правительственная) не контролирует всю систему.

По разным оценкам, только от 18 до 32 % разрешений доменных имён приводит к обращению непосредственно к одному из корневых серверов, остальные запросы используют кэшированные DNS-записи о TLD NS.